# Los Galos
Los Galos es una banda chilena de balada romántica. Junto a otras bandas, como Los Ángeles Negros, Los Golpes, Capa blanca marcaron un hito en su época, tanto en Chile como en América Latina.
Los Galos y Los Ángeles Negros han obtenido superventas en toda el área latina de Estados Unidos, México, Centroamérica, Perú, Bolivia, Colombia, Venezuela, Ecuador y Chile.

## Historia
El grupo fue fundado en el año 1963 por los todavía niños (tenían entonces 14 años de edad) Roberto Zúñiga Mauro (batería), Juan "Bocaccio" Méndez (clarinete) y Luis Tamblay (acordeón), con el nombre The Douglas, todos alumnos del Internado Don Orione, en Santiago de Chile. Historia de Los Galos, según su fundador (Roberto Zúñiga).
En 1966 ingresa Carlos Baeza, como guitarrista. Ese año terminan los estudios en Don Orione Méndez y Tamblay se retiran para seguir, Méndez en la Universidad y Tamblay emigra a Estados Unidos. Baeza asume el rol de director musical de la agrupación, integrando al clarinetista clásico Nicolás Parra, quien a partir de ese momento cambió su instrumento por un saxofón tenor. Más tarde, en 1967, integró al bajista Lucho Muñoz y el grupo retoma su línea original, el romanticismo dejado por Dinamita Espinoza.
En el verano de 1968 se integra Jorge Deij, con lo que se completa la agrupación que grabaría Como deseo ser tu amor, composición creada por Carlos Baeza.
En 1967, The Douglas es presentado por el Gran Baterista Patricio Salazar de Chile, al Sello Caracol de Santiago de Chile, cuyo propietario, el Disc-Jockey Antonio Contreras Aguilera, condiciona que para grabar en su Sello, el Grupo debe cambiar de nombre a uno en español. Los integrantes del Grupo, al día siguiente llevan el nombre de Los Galos, al cual, Contreras, le agrega El Sonido, quedando definitivamente El Sonido de Los Galos. El argumento para agregarle El Sonido por parte de Contreras, fue que el Grupo tenía algo único que lo identificaba, y eso era su sonido. 
Terminado el trámite del contrato de grabación, el Sonido de Los Galos graba su primer disco, 45, con las canciones Tímido y la instrumental El gringo, posteriormente sacaron en disco 45 el tema Israel y Ven que estoy hirviendo, una versión del grupo uruguayo Los Iracundos. La llegada del organista Jorge Deij Molina, en 1968, dio al grupo un nuevo carácter sonoro, por lo que,  Caracol ya consolidado productor, se atreve a lanzar su primer LP: Tu nombre al viento (1969).
En 1970, su guitarrista Carlos Baeza crea la canción Cómo deseo ser tu amor, la cual se graba como Lado B del siguiente sencillo '45'. La apuesta generó un éxito inmediato e insospechado en todas las radios del país, traspasando las fronteras de toda Latinoamérica.
Wilson Morales Andrade reemplazará a Carlos en el grupo musical, en el año 1970.
En 1971, Los Galos sufren un accidente de carretera, razón por la cual Mario Darigo se retira de la agrupación. Mario es reemplazado por Leonardo Núñez Guerrero, quien es contratado como trompetista, arreglador, pero también aporta creaciones como compositor.
Entre 1971 y 1975 recorrieron varias veces toda América Latina, continuando con la grabación de material discográfico. Finalmente, en 1974, Lucho Muñoz abandona el grupo. Algunos integrantes del grupo deciden darle continuidad al proyecto de El Sonido de los Galos, aunque no sería lo mismo al ser reemplazados la mayoría de sus miembros iniciales.

## Discografía
- 1969: Tu nombre al viento
- 1970: Cómo deseo ser tu amor
- 1971: El sonido de Los Galos
- 1972: No quiero estar esta noche sin ti
- 1972: Historia de un amor
- 1973: Entrega total

De acuerdo a su discografía, sus grandes éxitos (entre 1969 y 1973), todas las que cuentan con la voz de Lucho Muñoz, son propiedad de Antonio Contreras, y las canciones que contienen de catálogo (según contrato) no pueden volver a ser registradas para otras compañías y son licenciadas a través de sus marcas registradas «Creaciones Originales Antonio Contreras» y «Fantasía Fonográfica» de Chile, siendo el propietario solamente quien las puede editar, distribuir internacionalmente y/o licenciarlas.
Los Galos, después de terminar contrato con Caracol, grabaron para SI mismos una serie de álbumes con diferentes cantantes, siendo los dos primeros de ellos, bajo contrato de distribución temporaria,  distribuidos por Caracol, tan solo en Chile.

## Integrantes originales
- Carlos Baeza, guitarra (1965-1971, 1974-1975)
- Luis Muñoz Cid, bajo, voz (1967-1973)
- Roberto Zúñiga Mauro, batería (1963- •) fundador.
- Mario Darigo, trompeta (1964-1971)
- Jorge Deij, órgano (1968- •)
- Nicolás Parra, clarinete y saxo tenor (1968-•)
- Wilson Morales, guitarra (1971-1974)
- Leonardo Núñez, trompeta (1971- •)

## Controversias

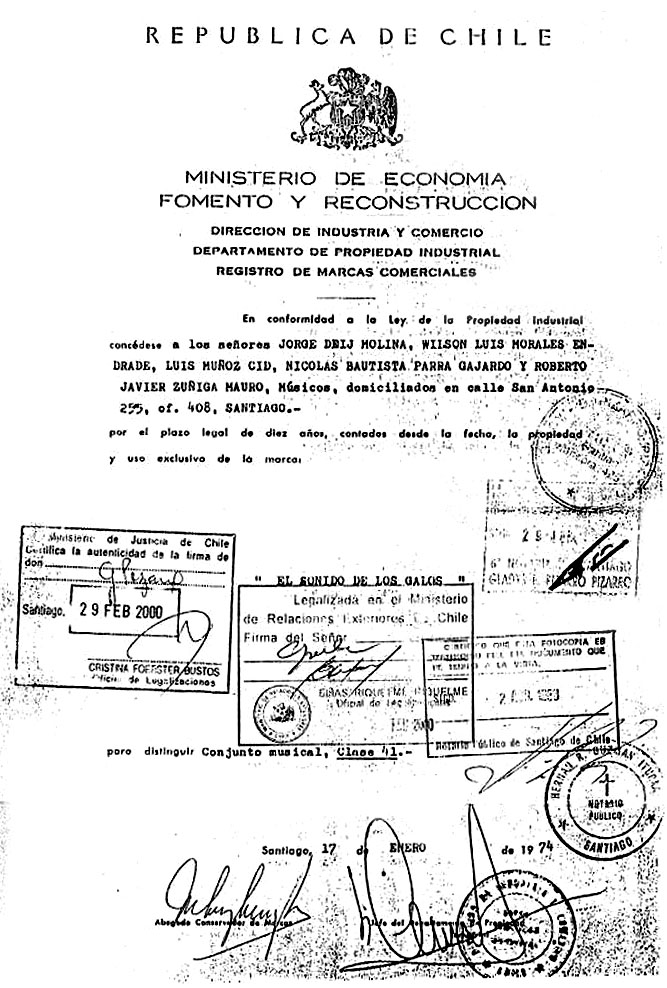
Escaneo del Registro Original de "Los Galos" en Registro de Marcas de la República de Chile.

Roberto Zúñiga Mauro, principal fundador de la agrupación, junto al tecladista Jorge Deij, han mantenido registradas las marcas Los Galos, El Sonido de Los Galos y Los Galos Históricos, manteniendo en funcionamiento a Los Galos, junto a otros dos integrantes históricos: Nicolás Parra y Leo Nuñez, sumando 4 de los 6 que conoció el público de América.
Esto ha causado una permanente batalla mediática y legal contra Lucho Muñoz (quien fuera su vocalista entre 1967 y 1973) tanto en tribunales como en diarios, radios y televisión, puesto que, luego de que renunciara a su porcentaje de la Marca y abandonara la agrupación, ha continuado, de diferentes formas escritas y verbales, presentándose, actuando, dando entrevistas, como Lucho Muñoz y Los Galos, La Voz de Los Galos, La Voz Original de Los Galos, a pesar de la Ley que lo prohíbe.
Los Galos y El sonido de Los Galos sigue siendo el mismo que los hizo triunfar en los años 70 en toda América. Los Galos, en el 2021, eran el único grupo del movimiento romántico de los años 70, que continuaba vigente con cuatro de sus seis integrantes históricos: Roberto Zúñiga Mauro (batería-director general), Jorge Deij Molina (tecladista y armonizador), Nicolás Parra Gajardo (saxo) y Leonardo Núñez Guerrero (trompeta y director musical).